# Fotograf Warszawski
Fotograf Warszawski – polski ilustrowany miesięcznik o tematyce fotograficznej, wydawany w Warszawie w latach 1904–1914.

## Historia
Fotograf Warszawski – był czasopismem (miesięcznikiem) utworzonym staraniem ówczesnego Towarzystwa Fotograficznego Warszawskiego (późniejszego Polskiego Towarzystwa Miłośników Fotografii) – w styczniu 1904 roku. Pierwszym redaktorem prowadzącym miesięcznika był Ludwik Anders. Z czasopismem współpracowali: Jan Heurich, Aleksander Karoli, Piotr Lebiedziński (współzałożyciel Towarzystwa Fotograficznego Warszawskiego), Stanisław Szalay, Wincenty Trojanowski.  
Zawartość czasopisma stanowiły aktualne wiadomości fotograficzne – w dużej części wiadomości informujące o działalności Towarzystwa Fotograficznego Warszawskiego oraz ilustrowane artykuły o fotografii, estetyce w fotografii, artykuły poświęcone technice i chemii fotograficznej oraz opisy sprzętu fotograficznego (kamery, obiektywy). Pismo miało stałe rubryki – Drobne (o nowościach fotograficznych) oraz Z Towarzystw Fotograficznych (o działalności innych krajowych i zagranicznych stowarzyszeń fotograficznych). Do miesięcznika dołączano wkładki – reprodukcje fotografii (na papierze kredowym) warszawskich artystów fotografów – m.in. Konrada Brandla, Łukasza Dobrzańskiego, Włodzimierza Kirchnera, Jakuba Kopelmana, Jana Tyszkiewicza oraz innych fotografów amatorów (w dominującej tematyce krajobrazowej, krajoznawczej i portretowej). 
Fotograf Warszawski (przyznawany członkom Towarzystwa Fotograficznego Warszawskiego bezpłatnie)  był pierwszoplanowym, fundamentalnym źródłem informacji o stanie warszawskiej fotografii. W lipcu 1911 zawieszono publikację miesięcznika – do stycznia 1912. Ostatni numer czasopisma ukazał się w lipcu 1914 roku.